# My Worlds Acoustic
My Worlds Acoustic é uma coletânea com regravações acústicas do canadense Justin Bieber. Lançado exclusivamente no Walmart em 26 de novembro de 2010, o álbum contém quatro faixas do seu extended play My World e outras quatro do My World 2.0, o single "Never Say Never", da trilha sonora do filme Karate Kid, além da nova faixa "Pray".
O álbum estreou na sétima posição da Billboard 200, vendendo 115 mil cópias em sua primeira semana.

## Faixas
| N.º | Título                                | Compositor(es)                                                                  | Duração |  |
| 1.  | "One Time"                            | Christopher Stewart, Terius Nash, James Bunton, Corron Cole, Thabiso Nkhereanye | 3:06    |  |
| 2.  | "Baby"                                | Stewart, Nash, Christina Milian, Christopher Bridges                            | 3:35    |  |
| 3.  | "One Less Lonely Girl"                | Ezekiel Lewis, Balewa Muhammad, Sean Hamilton, Hyuk Shin, Usher Raymond IV      | 3:57    |  |
| 4.  | "Down to Earth"                       | Bieber, Kevin Risto, Waynne Nugent, Mason Levy, Carlos Battey, Steven Battey    | 4:03    |  |
| 5.  | "U Smile"                             | Bieber, Jerry Duplessis, Arden Altino, Dan August Rigo                          | 3:16    |  |
| 6.  | "Stuck in the Moment"                 | Bieber, Rigo Jonathan Yip, Ray Romulus, Jeremy Reeves                           | 3:18    |  |
| 7.  | "Favorite Girl" (ao vivo)             | Antea Birchett, Anesha Birchet, Dernst Emile II, Delisha Thomas                 | 5:09    |  |
| 8.  | "That Should Be Me"                   | Bieber, Adam Messinger, Nasri Atweh, Luke Boyd                                  | 4:09    |  |
| 9.  | "Never Say Never" (feat. Jaden Smith) | Bieber, Jaden Smith, Messinger, Atweh, Harrell, Omarr Rambert                   | 3:49    |  |
| 10. | "Pray"                                | Bieber, Atweh, Messinger, Omar Martinez                                         | 3:32    |  |

## Posições nas paradas
| País/parada (2010)             | Melhor posição |
| ------------------------------ | -------------- |
| Canadá - Canadian Albums Chart | 4              |
| Estados Unidos - Billboard 200 | 7              |
| Brasil - Top 20 ABPD           | 10             |